# Мілітаризм
Мілітари́зм (фр. militarisme, від лат. militaris  — військовий)  — державна ідеологія, направлена на виправдання політики постійного нарощування військової міці держави і одночасно з цим, допустимості використання військової сили при вирішенні міжнародних і внутрішніх конфліктів.
Мілітаризму властиві перегони озброєнь, зростання військових витрат бюджету держави, нарощування військової присутності з політичними цілями за кордоном, військове силове втручання в справи інших суверенних держав (як з боку держав-агресорів, так і з боку агресивних військово-політичних блоків), посилення впливу військово-промислового комплексу в економіці країни і її зовнішній і внутрішній політиці, і, частіше, як наслідок всього цього - наростання ознак внутрішньої економічної кризи, що виражається в збагаченні привілейованої військово-політичної еліти країни, а також у виснаженні бюджетних ресурсів самої мілітаристичної держави, падінні внутрішніх економічних його показників, особливо життєвого рівня основної маси населення, відставання держави в області соціальної сфери, особливо в частині загальнодоступної освіти і охорони здоров'я.
Це політика нарощування військової сили і активізація військових приготувань. Як самостійний напрям вперше термін використано у другій половині XIX ст. у Франції для характеристики політики уряду Наполеона. Розрізняють мілітаризм внутрішній та зовнішній. Перший передбачає, що державна влада організована і діє всередині держави, спираючись на військову силу. У своїй праці “До соціології партій у сучасних демократіях” Р. Міхельс звертає увагу на те, що теоретики соціалізму (особливо Бебель та Енгельс) у своїх працях заповзятливо використовують військовий лексикон. Ця теоретична одержимість до “воєнізованої” мови згодом перейшла в практику “соціалістичного будівництва” і остаточно втілилася, як про це пізніше писав Коен, у сталінській “стратегії мілітаризації”. Абсолютизація мілітаризму у вирішенні конкретних соціальних проблем вилилась у конструювання моделі так званого мілітаристського соціалізму. Внутрішній мілітаризм – характерна ознака авторитарних політичних режимів. Яскравим прикладом такого типу режиму є правління “чорних полковників” (1967-1974) у Греції та режим генерала А. Піночета у Чилі. Зовнішній мілітаризм означає використання збройних сил або погрози їх застосування у зовнішній політиці. Приклади такої політики – діяльність урядів Німеччини та Японії перед Другою світовою війною. Антиподом мілітаризму є пацифізм.

## Мілітаризм як політика
Мілітаризм є в більшій частині як агресія проти сусідніх країн. Уперше публічно мілітаризм був застосований прусським королем Фрідріхом II. Він вів агресивну політику проти Габсбургів. Доказом цьому були Сілезькі війни.Таким чином територія Прусії збільшилась вдвічі,а армія перетворилась на найбільшу в Європі.На армію витрачалось дві третини бюджету.Було багато найманців.
Однак, після Фрідріха мілітаристичні шляхи ніхто не намагався робити. Наполеон робив розширення територій,але йому вдалося всю Європу на коліна поставити. І бюджет не витрачався на утримання армії,тільки здобич від походів. Його племінник - Наполеон III був мілітаристом.

## Мілітаризм в новітній історії
Мілітаризм був один із десяток видів політики у політиці Гітлера.

## Відомі мілітаристи

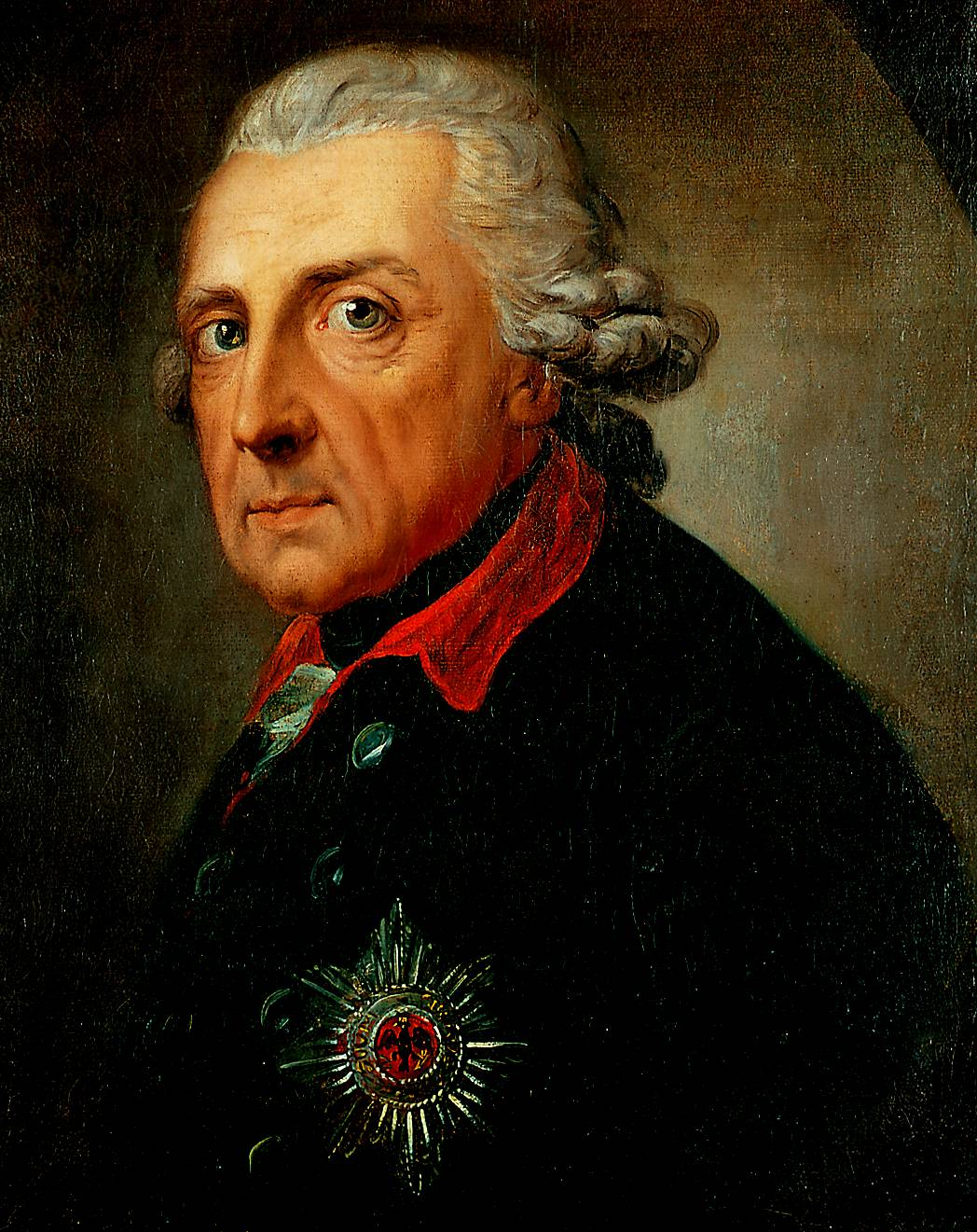
Фрідріх Великий в 68 років, картина Антона Ґраффа

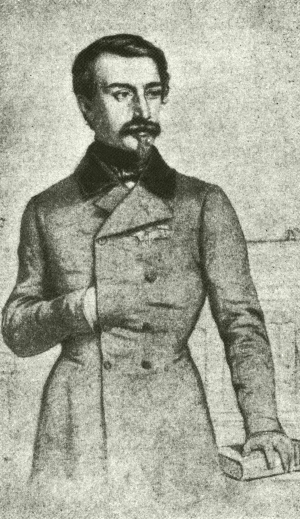

Фрідріх Великий
Наполеон III